# Chongju
Chŏngju (Koreaans: 정주시) is een stad in de Noord-Koreaanse provincie P'yŏngan-pukto. In 2008 telde de stad ruim 189.000 inwoners. De stad ligt in het westen van het land en bestaat uit 14 buurten (dong) en 18 dorpen (ri). Een tiental eilanden in de Gele Zee behoren ook tot de stad.